# Rhaphidopsis melaleuca
Rhaphidopsis melaleuca là một loài bọ cánh cứng trong họ Cerambycidae.